# Audi A4
L'Audi A4 è un'automobile di segmento D prodotta dalla casa automobilistica tedesca Audi, a partire dal 1994 al 2024 come erede della Audi 80.

## Il contesto
La piattaforma meccanica di questa vettura verrà utilizzata anche per derivare altre vetture del gruppo Volkswagen, dalla prima serie vennero derivate la Volkswagen Passat B5 e la prima generazione della Skoda Superb, dalla terza serie venne creata la SEAT Exeo, mentre la quarta generazione fa uso della piattaforma modulare "MLB" che fece il suo debutto nell'Audi A5. Degna di nota è la sospensione anteriore che fin dalla prima serie fa uso di un quadrilatero alto ad asse sterzante virtuale e poi mantenuta per tutte le generazioni.

## Generazioni e sigle delle varie versioni
Fondamentalmente, la storia della produzione della A4 si suddivide a oggi in cinque generazioni, che per continuità con la precedente Audi 80 vengono indicate con la lettera B seguita da un numero progressivo. Così, se l'ultima generazione dell'Audi 80 era indicata con la sigla B4, la prima generazione dell'Audi A4 viene indicata invece con la sigla B5, e così via per le generazioni successive.
Un discorso diverso è invece quello relativo alle sigle di progetto delle varianti di carrozzeria previste per ogni generazione dell'Audi A4. Va detto innanzitutto che tutte le cinque generazioni finora prodotte hanno avuto una loro variante berlina e una loro variante station wagon, ma che solo la seconda e la terza generazione sono state prodotte anche con carrozzeria cabriolet. A partire dalla quarta generazione dell'Audi A4, le versioni cabriolet, ma anche la nuova versione coupé vennero separate dalla gamma A4 per andare a costituire la nuova gamma A5, che in ogni caso avrebbe condiviso sempre la base meccanica con la A4. Detto questo, queste erano le sigle delle versioni costituenti l'Audi A4 nel corso della sua carriera commerciale:
| -             | 1ª gen. | 2ª gen. | 3ª gen. | 4ª gen. | 5ª gen. |
| Codice gamma  | B5      | B6      | B7      | B8      | B9      |
| Berlina       | 8D2     | 8E2     | 8E2     | 8K2     | 8W2     |
| Station wagon | 8D5     | 8E5     | 8E5     | 8K5     | 8W5     |
| Cabriolet     | -       | 8H      | 8H      | -       | -       |

Da notare che la seconda e la terza generazione recavano la stessa sigla di progetto a parità di carrozzeria. Questo perché, pur essendo le due generazioni indicate con sigle differenti, in realtà la terza è in pratica un profondo restyling della seconda, perciò la struttura di base restava praticamente la stessa.

## Versioni sportive
Dalla gamma delle normali A4 vennero derivate anche delle versioni sportive, denominate S4, esuberanti ma non estreme, e RS4, capaci invece di prestazioni impressionanti e di scatti brucianti. Va notato come la primissima Audi a portare la sigla S4 fu in realtà basata sull'ultima generazione dell'Audi 100. Con la rivoluzione nel cambio delle denominazioni commerciali dei modelli Audi, avvenuta nel 1994, le sigle identificative delle versioni sportive dei vari modelli in gamma presero a essere ottenute sostituendo la A con una S oppure con la sigla RS nel caso delle versioni più potenti. Per questo, le versioni sportive dell'Audi A4 vennero denominate S4 ed RS4, mentre l'eredità della prima 100 S4 prese la sigla S6 in quanto nel frattempo l'Audi 100 subì un restyling e mutò la propria denominazione in A6.
Le varianti di carrozzeria con cui è sempre stata prevista l'Audi S4 hanno sempre ricalcato le varianti previste per la gamma delle A4 più tranquille. Quanto alla RS4, invece, venne quasi sempre prodotta in versione Avant, cioè la station wagon, con l'eccezione della versione basata sulla B7, prodotta anche come berlina e cabriolet. Non vi è mai stata, invece, una RS4 su base A4 B6.

## Galleria fotografica
|               | Audi A4 B5   | Audi A4 B6 | Audi A4 B7 | Audi A4 B8   | Audi A4 B9   |
| ------------- | ------------ | ---------- | ---------- | ------------ | ------------ |
| Produzione    | 1994-2001    | 2000-2004  | 2004-2008  | 2007-2015    | 2015-2024    |
| Berlina       |              |            |            |              |              |
| Station wagon |              |            |            |              |              |
| Cabriolet     | Non prevista |            |            | Non prevista | Non prevista |

## Attività sportiva

### DTM

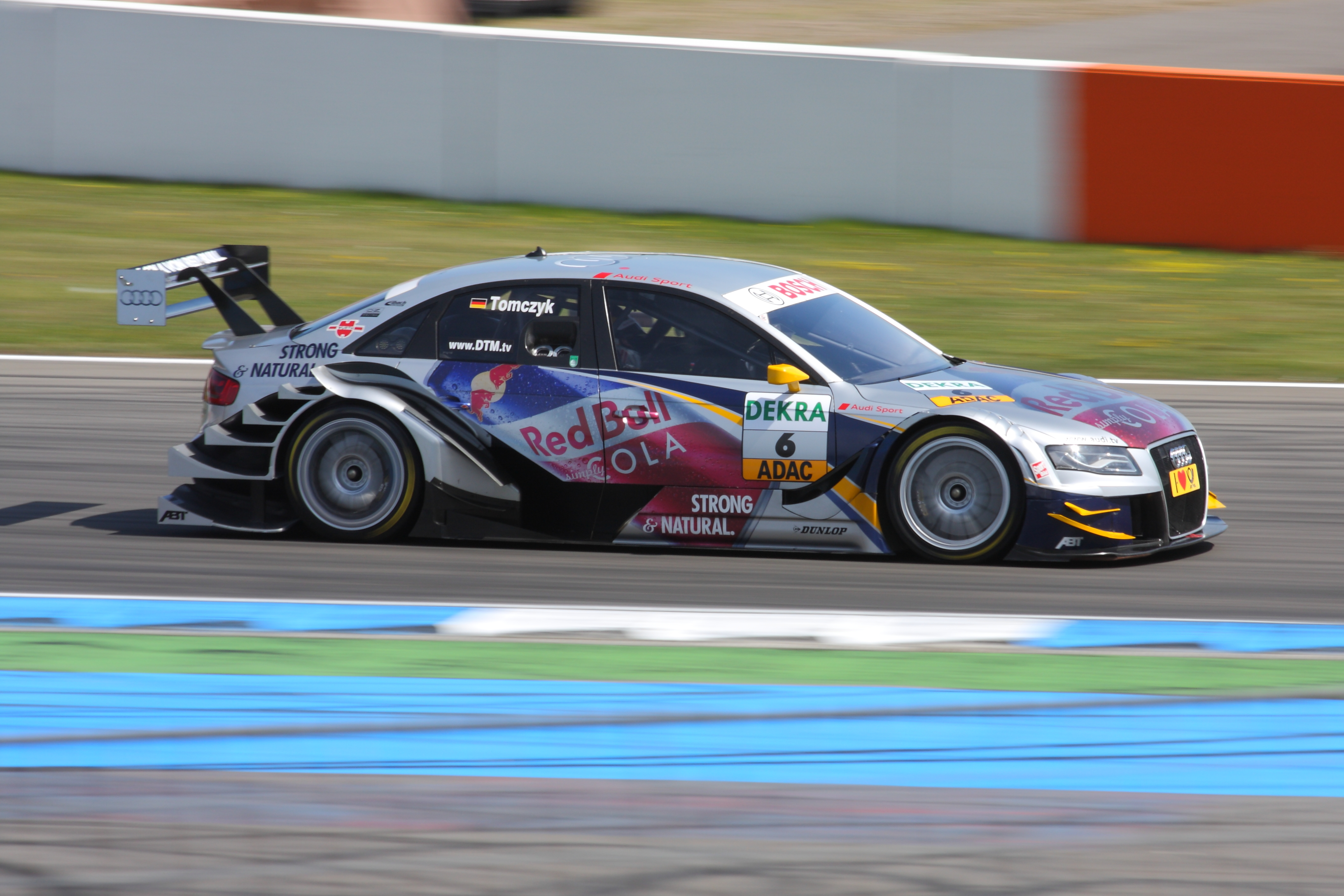
Audi A4 DTM

Dal 2004 al 2011 l'Audi schiera le proprie A4 ufficiali nel prestigioso campionato DTM. La vettura, nonostante riprenda per motivi di regolamento e di marketing gran parte della linea della versione stradale, è in realtà un prototipo con telaio a traliccio tubolare e carrozzeria in fibra di carbonio costruito appositamente per correre in pista. Il propulsore della vettura è un V8 di 4 litri di cilindrata da 460 CV collocato in posizione anteriore centrale longitudinale, per avere una ridistribuzione migliore del peso. Le carreggiate e la veste aerodinamica sono state riviste per garantire molta più aderenza, numerosi spoiler, diffusori e alettoni contribuiscono a generare un importante effetto suolo. Le vetture schierate sono sei, affidate a due scuderie, la ABT Sportsline e la Joest. Con questa vettura l'Audi ha vinto il titolo piloti nel 2004, 2007, 2008, 2009 e 2011, per poi essere sostituita a partire dalla stagione 2012 dalla versione da corsa dell'Audi A5.

### World Touring Car Cup
Nel 1995 l'Audi A4 venne impiegata dal team francese Racing Organisation Course nella World Touring Car Cup. Pilotata dal pilota tedesco Frank Biela, l'auto ottenne la vittoria nel campionato.

### Wyścigowych Samochodowych Mistrzostw Polski
Tra il 2002 e il 2003 l'Audi A4 venne utilizzata dal Gladysz Racing Team nel campionato polacco riservato alle vetture turismo. Pilotata da Adam Gladysz, si confermò campionessa in entrambe le edizioni del campionato.

### South African Super Touring Championship
Nel 1996 il pilota sudafricano Terry Moss impiegò un'Audi A4 nel South African Super Touring Championship, conquistandolo conseguentemente.

### Campionato Italiano Superturismo
L'edizione 1996 del Campionato Italiano Superturismo venne vinta dal pilota Rinaldo Capello a bordo di un'Audi A4.

### Czech Touring Car Championship
Tra il 2005 e il 2007 il Bohemia Racing Team impiegò nel campionato ceco delle vetture turismo un'A4, vincendo tutte le stagioni.

### Pirelli Touring Car Trophy
Nel 2004 la squadra Hombre Motorsport vinse la Pirelli Touring Car Trophy con il pilota Werner Huber.